# Évron
Évron é uma comuna francesa na região administrativa do País do Loire, no departamento de Mayenne. Estende-se por uma área de 68.24 km². Em 2010 a comuna tinha 8 833 habitantes (densidade: 129,4 hab./km²).